# Dichromian sodu
Dichromian sodu, Na2Cr2O7 − nieorganiczny związek chemiczny, sól kwasu chromowego i sodu. Jest związkiem trującym, a jego pył drażni błony śluzowe.
W temperaturze pokojowej jest to pomarańczowo-czerwone krystaliczne ciało stałe, rozpuszczalne w wodzie i nierozpuszczalne w etanolu. Temperatura topnienia 357 °C, w 500 °C ulega rozkładowi na chromian sodu, tlen i tlenek chromu(III):
4Na2Cr2O7 → 4Na2CrO4 + 2Cr2O3 + 3O2.
Dichromian sodu wykorzystuje się w laboratoryjnym otrzymywaniu cykloheksanonu z cykloheksanolu.